# Anisodus tanguticus
Anisodus tanguticus là loài thực vật có hoa trong họ Cà. Loài này được (Maxim.) Pascher mô tả khoa học đầu tiên năm 1909.